# Толька (Пурівський район)
То́лька (рос. Толька) — село у складі Пурівського району Ямало-Ненецького автономного округу Тюменської області, Росія. Знаходиться на міжселенній території Пурівського району.
Населення — 48 осіб (2017, 87 у 2010, 164 у 2002).
Національний склад станом на 2002 рік: селькупи — 83 %.